# Homoloidea
Homoloidea De Haan, 1839 [in De Haan, 1833-1850] è una superfamiglia di granchi.

## Tassonomia
In questa superfamiglia sono riconosciute 3 famiglie:
- Homolidae (De Haan, 1839)
- Latreilliidae (Stimpson, 1858)
- Poupiniidae (Guinot, 1991)